# Berehowe (obwód odeski)
Berehowe – wieś na Ukrainie, w obwodzie odeskim, w rejonie odeskim. W 2001 roku liczyła 36 mieszkańców.